# Honschaft Huckingen
Die Honschaft Huckingen war vom Mittelalter bis in das 19. Jahrhundert hinein eine von 11 Honschaften im Hauptgericht Kreuzberg des Amtes Angermund im Herzogtum Berg. Das Gebiet der damals sehr großen, waldreichen Honschaft Huckingen liegt heute in den Stadtteilen Huckingen, Bissingheim, Buchholz, Großenbaum, Hüttenheim, Ungelsheim, Wanheim-Angerhausen und Wedau der nordrhein-westfälischen Stadt Duisburg.
Im Zuge einer Verwaltungsreform innerhalb des Großherzogtums Berg wurde 1808 die Bürgermeisterei Angermund gebildet. Die Honschaft Huckingen bildete daraufhin im 19. Jahrhundert die Spezialgemeinde Huckingen in der bergischen Bürgermeisterei Angermund, Teil des Landkreises Düsseldorf des Regierungsbezirks Düsseldorf innerhalb der preußischen Rheinprovinz. 
Laut der Statistik und Topographie des Regierungsbezirks Düsseldorf von 1832 gehörten zu der Spezialgemeinde Huckingen das Kirchdorf Huckingen, das Rittergut Rheinberg oder Remberg, die Ackerhöfe Eichelskamp (heute im Duisburger Stadtteil Wanheim-Angerhausen) und Neuenhof, das Rittergut Böckum, das Rittergut Kesselsberg, das Landgut Angerorth, die Angerorther Mühle, die Sandmühle sowie die Tagelöhner-Wohnplätze Scherpelskotten und Kickenbusch (originale Schreibweise). Seit 1929 gehört Huckingen zur Stadt Duisburg.